# Scott T. Brady
Scott T. Brady (geb. vor 1973) ist ein Zell- und Molekularbiologe an der University of Illinois at Chicago.

## Leben und Wirken
Brady erwarb 1973 einen Bachelor in Physik und Biologie am Massachusetts Institute of Technology und 1978 einen Ph.D. in Zell- und Molekularbiologie bei William McClure an der University of Southern California. Als Postdoktorand arbeitete er bei Raymond Lasek an der Case Western Reserve University, wo er auch ab 1981 zum Lehrkörper des Anatomischen Instituts gehörte. Ab 1985 war Brady am Institut für Zellbiologie der University of Texas Southwestern Medical Center in Dallas, bevor er 2001 an die University of Illinois at Chicago wechselte. Hier ist er heute (Stand 2014) Lehrstuhlinhaber für Anatomie und Zellbiologie.
Brady befasst sich mit dem Neuron (Nervenzelle) als Modell für Grundfragen der Zell- und Molekularbiologie. Insbesondere interessieren ihn Fragen der molekularen Mechanismen des axonalen Transports, der Spezialisierung des neuronalen Zytoskeletts, der Modulation der neuronalen Funktion durch Gliazellen und des Einflusses physiologischen Stresses auf Neuronen. Er gehört zu den Entdeckern des Kinesin-Systems molekularer Motoren (Motorproteine). Jüngere Arbeiten befassen sich mit der Bedeutung des axonalen Transports für neurodegenerative Erkrankungen wie Morbus Alzheimer, Morbus Parkinson oder Morbus Huntington.

## Auszeichnungen (Auswahl)
- 2001 Mitglied der Faculty of 1000[1]
- 2011 Rudy Clarenburg Lecture der Kansas State University[2]